# マジLOVE2000%
「マジLOVE2000%」（マジラヴにせんパーセント）は、ST☆RISHの2枚目のシングル。2013年4月24日にキングレコードから発売された。

## 概要
テレビアニメ『うたの☆プリンスさまっ♪ マジLOVE2000%』のメインテーマである。表題曲は番組エンディングテーマ（1話のみオープニングテーマ）と挿入歌、カップリング曲は挿入歌として使用されている。
ディスクジャケットには、森光恵による書き下ろしのST☆RISH（一十木音也、聖川真斗、四ノ宮那月、一ノ瀬トキヤ、神宮寺レン、来栖翔、愛島セシル）のイラストが描かれている。
他の『うたの☆プリンスさまっ♪』関連のCD作品はブロッコリーからのリリースであるが、アニメシリーズのST☆RISH、QUARTET★NIGHT、HE★VENS名義シングルのみキングレコードからの発売である。

## 収録曲
1. マジLOVE2000% [3:43]
作詞・作曲：上松範康、編曲：岩橋星実
2. 夢追人へのSymphony [3:58]
作詞：上松範康、作曲・編曲：中山真斗
3. マジLOVE2000%（instrumental）
4. 夢追人へのSymphony（instrumental）

## 主な記録
- レコチョクの「人気春アニメランキング2013」の第1位に、『うたの☆プリンスさまっ♪ マジLOVE2000％』が輝いた。「人気春アニメランキング2013」は、レコチョクがユーザーからの投票にもとづき集計したもので、5月8日に発表した。
- 人気投票は、スマートフォン向け音楽ダウンロードサイト「レコチョク」と、iモードなど各種フィーチャーフォンにも対応した配信サイト「レコチョク 音楽情報」で、4月10日から4月19日までの10日間にかけて行った。
- 2013年5月6日付のオリコン週間チャートでは5.1万枚を売り上げ週間4位を獲得。キャラソンのCDとしては3年ぶりに初動5万枚を越えた。